# Park Narodowy Alutaguse
Park Narodowy Alutaguse (est. Alutaguse rahvuspark) – park narodowy w Estonii, w prowincji Virumaa Wschodnia.

## Opis
Pierwsze plany stworzenia parku narodowego w tym rejonie powstały w latach 20. XX wieku z inicjatywy botanika Gustava Vilbaste (1885–1967), jednak nie doczekały się realizacji.
Park Narodowy Alutaguse został założony dopiero w 2018 roku i obejmuje ochroną powierzchnię 443,31 km² terenów leśnych, bagiennych i nadmorskich. 54% terenów parku zajmują torfowiska, a 42% to lasy. Na jego obszarze znajduje się 11 osobnych obszarów ochrony, w tym rezerwaty przyrody Puhatu, Agusalu, Muraka i Selisoo, parki krajobrazowe: Kurtna, Smolnitsa, Jõuga, Iisaku, Struuga i Mäetaguse oraz obszar ochrony rzeki Narwa. Torfowisko Puhatu to największy obszar bagienny w Estonii. Na terenie systemów bagiennych Puhatu i Agusalu występują podłużne formy ukształtowania terenu (est. kriiva) – wysokie, strome grzbiety piaskowe porośnięte głównie borealnymi lasami sosnowymi.
Torfowiska Agusalu i Muraka wpisane są na listę konwencji ramsarskiej. Ratva było pierwszym obszarem, na którym ochroną objęto torfowisko – w 1938 roku ustanowiono tu ścisły rezerwat przyrody dla ochrony orłów.
Na terenie parku znajduje się jezioro Pejpus. Wzdłuż jego północnych brzegów biegnie najdłuższy system przybrzeżnych piasków i wydm w Estonii o długości 40 km, który nazywany jest „śpiewającymi piaskami”.
Las Mäetaguse na terenie parku jest jednym z najbardziej wysuniętych na północ lasów dębowych w Europie – niektóre okazy mają ok. 300 lat.
Oz Iisaku jest jednym z najwyższych w Estonii. Jego najwyższa część, zwana Täriere mägi, wznosi się na 94 m n.p.m. – występują tu latające wiewiórki.

## Flora i fauna
Lasy na terenie parku są bardzo zróżnicowane. Na obszarach trudno dostępnych zachowały się bogate gatunkowo lasy naturalne. Gniazdują tu bociany czarne. Występują tu orły, m.in. orzeł przedni, sokoły, a także puszczyki mszarne. Na obszarach bagiennych spotkać można łęczaki, siewki złote, kuliki mniejsze, bekasiki czy pardwy mszarne. W parku występują także wilk europejski, niedźwiedź brunatny i ryś euroazjatycki.